# Elke Martens
Elke Martens, geb. Gierth, (* 5. Februar 1956 in Dresden) ist eine deutsche Schlagersängerin, Texterin, Schauspielerin und Moderatorin.

## Leben
Elke Martens, Tochter eines Lehrers, wuchs in Sachsen auf und studierte zunächst Kunsterziehung und Germanistik, später dann Tanzmusik mit dem Hauptfach Gesang an der Musikhochschule Dresden.
Mit ihrer Rockband Megaphon erntete sie live erste Erfolge. Wegen ihrer frechen Texte und provozierenden Auftritte wurde 1980 die Spielerlaubnis aufgehoben. Ohne diese Erlaubnis durften in der DDR in der Regel keine öffentlichen Auftritte bestritten werden, was einem Berufsverbot gleichkam, das erst nach einem halben Jahr aufgehoben wurde.
Fünf Jahre spielte sie während ihrer Ausbildung an der Musikhochschule Theater an der Studiobühne Dresden. In der Fernsehshow Sprungbrett mit Hartmut Schulze-Gerlach alias Muck, einer Fernsehsendung der DDR mit jungen Nachwuchskünstlern, machte sie auf sich aufmerksam. 1981 wirkte sie – noch unter ihrem Geburtsnamen Elke Gierth – an der Seite des DDR-Stars Dean Reed in dem Spielfilm Sing, Cowboy, sing mit. Für diesen Film schrieb Elke Martens auch die deutsche Dialogfassung. Dies erzählt sie in dem 2007 erschienenen Buch von Frank-Burkhard Habel Dean Reed – Die wahre Geschichte.
Nach den Problemen mit ihrer Rockband startete sie mit unverfänglichen Schlagern eine neue Karriere. Im Frühjahr 1989 kam der Durchbruch in der Fernsehshow Bong mit ihrem Titel Im Namen der Liebe, der auch mit dem Silbernen Bong ausgezeichnet wurde. Es folgten zahlreiche Fernsehauftritte u. a. in der Sendung Ein Kessel Buntes.

### Wende
Nach der politischen Wende im Herbst 1989 konnte sie sich mit dem Erfolg der Single Heimlich von Dir geträumt schnell auch in Westdeutschland einen Namen machen. Es folgten zahlreiche Fernseh- und Rundfunkauftritte, unter anderem beim RTL-MusikCafé und bei der Deutschen Schlagerparade des Südwestfunks. 1996 hatte sie 65 Fernsehauftritte. 1994 nahm Elke Martens mit dem Titel Sieben Tage Sehnsucht bei den Deutschen Schlager-Festspielen teil und erreichte den 8. Platz. Ebenso erging es ihr bei den Schlager-Festspielen 1999, wo sie mit Er ist nicht wie Du auch den 8. Platz belegte. Ihre ersten Erfolgstitel (alle Texte: Elke Martens) komponierte ihr Ex-Mann Wilfried Peetz, ein Sänger und Bandleader, mit dem sie auch nach der Trennung erfolgreich zusammenarbeitet. Autoren wie Hanne Haller, Bernd Meinunger, Rainer Pietsch oder Joachim Heider schrieben ebenfalls Titel für sie. Elke Martens schreibt Texte für andere Kollegen, darunter für Kathrin und Peter, Olaf Berger oder Ina-Maria Federowski.
Neben ihrer Tätigkeit als Sängerin moderiert Elke Martens auch Fernseh- und Gala-Veranstaltungen sowie öffentliche Rundfunksendungen, so z. B. besonders zu Silvester an der Seite von Tom Pauls und Diether Krebs.
In ihrer Freizeit malt sie auch. Sie hatte bereits in mehreren Städten Ausstellungen. 2006 trat Elke Martens gemeinsam mit der Kabarettistin Gabi Decker bei einer Wohltätigkeitsveranstaltung auf.
Das letzte deutschsprachige Album, Gib’ dir ne Chance wurde im Mai 2007 veröffentlicht. Es enthält neben der CD eine DVD, auf der alle Songs als Video-Clips umgesetzt worden sind. Elke Martens spielte 2008 im Musical Elixier von Tobias Künzel (Die Prinzen) an der Komödie Dresden. In 2009 erschien ihr Album Love and Tears – Elke Martens singt internationale Welterfolge, unter anderem mit Scott McKenzies Hit San Francisco. Elke Martens feierte 2010 ihr 30-jähriges Profijubiläum.
2011 erlitt Elke Martens einen Schlaganfall. Mehrere Monate nach der Erkrankung fand sie den Weg auf die Bühne zurück und veröffentlichte hierzu die Single Ich bin wieder da.

## Privates
Elke Martens lebt in Potsdam und war von 2008 bis zu dessen Tod im Mai 2018 mit dem Radiomoderator Jürgen Jürgens verheiratet.

## Diskografie
Alben
- 1993: Einmal ganz nah
- 1994: Es ist Weihnachtszeit
- 1995: Wenn ich eine Möwe wär
- 1997: Teil mit mir meine Träume
- 1999: Ich will mit dir fliegen
- 2007: Gib dir 'ne Chance
- 2009: Love & Tears
- 2010: Liebe pur – Meine größten Hits
- 2013: Ich wünsche mir … Meine schönsten Lieder zum Advent
- 2014: Noch einmal